# NGC 723
NGC 723 is een spiraalvormig sterrenstelsel in het sterrenbeeld Oven. Het hemelobject werd op 26 oktober 1785 ontdekt door de Duits-Britse astronoom William Herschel.

## Synoniemen
- NGC 724
- PGC 7024
- ESO 477-13
- MCG -4-5-16
- IRAS01514-2400